# Gesetz zur Änderung des Unterhaltsrechts
Das Gesetz zur Änderung des Unterhaltsrechts (UÄndG) trat zum 1. Januar 2008 in Kraft und regelte Änderungen zur Förderung des Kindeswohls, zur Stärkung der nachehelichen Eigenverantwortung und zur Vereinfachung des Unterhaltsrechts. Dem Gesetz stimmten im Rechtsausschuss neben den damaligen Koalitionsfraktionen CDU und SPD auch FDP und Grüne zu. Die Linke stimmte dagegen. Bündnis 90/Die Grünen waren zuvor mit einem Änderungsantrag gescheitert, Unterhaltsansprüche aus den vor 2003 geschlossenen Ehen von der Neuregelung auszunehmen, nachdem das Bundesministerium der Justiz dies als verfassungsrechtlich bedenklich eingestuft hatte. Nach einer Umfrage der Bertelsmann Stiftung beurteilt die Bevölkerung die Reform überwiegend positiv.

## Änderungen durch das Gesetz

### Vorrang des Kindeswohls
Unterhaltsansprüche minderjähriger ehelicher und nichtehelicher Kinder erhalten Vorrang vor anderen, wenn das Einkommen des Unterhaltspflichtigen nach Abzug des Selbstbehaltes nicht ausreicht, um alle Ansprüche zu erfüllen. Während Ansprüche geschiedener und aktueller Ehegatten zuvor gleichberechtigt neben denen der Kinder standen, sind Ansprüche von Erwachsenen nun stets nachrangig.
Auch bei der Rangfolge der unterhaltsberechtigten Erwachsenen steht nun das Kindeswohl im Vordergrund. Vorrang erhalten Elternteile, die gemeinsam oder allein ein Kind erziehen, unabhängig davon, ob sie verheiratet sind oder waren. Im gleichen Rang stehen Ehegatten nach langer Ehedauer, deren Vertrauen in die eheliche Solidarität auch nach einer Scheidung besonders geschützt wird. Geschiedene Ehegatten, die nur verhältnismäßig kurz verheiratet waren und keine Kinder betreuen, stehen erst an letzter Stelle der Rangfolge und erhalten nur dann Unterhalt, wenn alle Ansprüche der Kinder, der Kinder erziehenden Elternteile und der langjährig verheirateten Geschiedenen erfüllt wurden.
Der Anspruch auf Betreuungsunterhalt gegen den anderen Elternteil wegen Erziehung eines gemeinsamen Kindes ist für eheliche und nichteheliche Kinder einheitlich auf drei Jahre befristet, sofern im Einzelfall keine besonderen Gründe dagegen sprechen. Danach ist auf Möglichkeiten der Kinderbetreuung und die Pflicht zur eigenen Erwerbstätigkeit zu verweisen.

### Betonung der nachehelichen Eigenverantwortung
Bereits nach alter Rechtslage konnten Unterhaltsansprüche mit Hinweis auf den Grundsatz der Eigenverantwortung zeitlich oder in ihrer Höhe begrenzt werden. Familiengerichte hatten diese Möglichkeit aber nur sehr zurückhaltend genutzt, wodurch besonders Zweitfamilien belastet worden waren. Beim Unterhaltsanspruch lag vor allem der Maßstab der ehelichen Lebensverhältnisse zugrunde, was den Wiedereinstieg in den erlernten Beruf oft unattraktiv machte.
Die Möglichkeiten zur Befristung und Begrenzung von Zahlungen sind durch die Reform gestärkt worden, wobei der in der Ehe erreichte Lebensstandard nur noch einen von mehreren Aspekten dafür darstellt, ob und in welchem Umfang nach der Scheidung eine Erwerbstätigkeit wieder aufgenommen werden muss. Daneben sind die Dauer der Ehe und die tatsächlich praktizierte Rollenverteilung zu berücksichtigen. Die beim Gesetzentwurf federführende Bundesjustizministerin Brigitte Zypries erklärte dazu:

„Einmal Zahnarztgattin immer Zahnarztgattin, das gilt nicht mehr.“

Bei Erziehung gemeinsamer Kinder spielen die tatsächlich gegebenen Kinderbetreuungsmöglichkeiten eine größere Rolle als bisher. Ein Verzicht auf Unterhaltsansprüche ist dagegen nur noch wirksam, wenn beide Parteien über die Folgen umfassend aufgeklärt wurden. Unterhaltsvereinbarungen vor der Scheidung sind deshalb notariell zu beurkunden.

### Vereinfachung des Unterhaltsrechts
Neu eingeführt wurde ferner ein einheitlicher Mindestunterhalt für minderjährige Kinder in Anlehnung an den steuerlichen Kinderfreibetrag als Ersatz für die Regelbetrag-Verordnung und eine vereinfachte Kindergeldverrechnung. Das bedeutet eine Anpassung des Unterhaltsrechtes an das Steuer- und Sozialrecht, was zusammen mit der Rangfolgeregelung die Bemessung von Unterhaltsansprüchen durch die Gerichte wesentlich erleichtert.

## Umsetzung in der Rechtsprechung
Der Bundesgerichtshof entwickelte ausgehend von der neuen Rechtslage die sogenannte „Dreiteilungsmethode“. Demnach ergaben sich Unterhaltsansprüche Geschiedener nach Wiederheirat des Unterhaltspflichtigen, indem Einkünfte des Berechtigten, des Verpflichteten und des neuen Ehepartners zusammengefasst und durch drei geteilt wurden, wobei dem Berechtigten Unterhalt maximal in der Höhe zustand, die sich ergäbe, wenn der Verpflichtete nicht erneut geheiratet hätte. Das bedeutete regelmäßig Entlastung der Zweitfamilien zu Lasten von Unterhaltsansprüchen aus früheren Ehen. Als Begründung galt, dass „die für die Höhe des Unterhaltsbedarfs maßgeblichen Lebensverhältnisse einer geschiedenen Ehe Veränderungen unabhängig davon erfahren können, ob diese in der Ehe angelegt waren.“
Das Bundesverfassungsgericht hob diese Rechtsprechung jedoch 2011 auf, da der Gesetzgeber auch bei der Reform 2008 an dem Grundsatz festgehalten habe, den Unterhaltsbedarf nach den Lebensverhältnissen zum Zeitpunkt der Scheidung zu bemessen. Die „Dreiteilungsmethode“ überschreite die Grenzen richterlicher Rechtsfortbildung und verletze Unterhaltsberechtigte in ihrer wirtschaftlichen Handlungsfreiheit als Ausprägung der allgemeinen Handlungsfreiheit aus Artikel 2 Grundgesetz.

## Auswirkungen
Eine Studie des RWI – Leibniz-Instituts für Wirtschaftsforschung ergab 2017, dass die Erwerbstätigkeit verheirateter Frauen seit der Reform nicht stärker angestiegen sei als die von Frauen, die unverheiratet mit einem Partner zusammenlebten, obwohl im Scheidungsfall mit deutlich weniger Unterhalt und dessen zeitlicher Befristung zu rechnen sei. Demnach sei eines der Hauptziele der Reform verfehlt worden, „nämlich die Fähigkeit der Frauen zu erhöhen, nach der Scheidung selbst für ihren Unterhalt sorgen zu können“. Die einzig nachweisbare Auswirkung sei, dass sich in den ersten zwei Jahren danach mehr verheiratete Paare getrennt hätten.
Zugleich gingen nach der Datenbasis des Sozio-oekonomischen Panels und Zahlen des Statistischen Bundesamtes noch immer 95 Prozent aller Unterhaltszahlungen an Frauen. Bei knapp 30 Prozent aller Paare mit Kindern sei lediglich der Mann erwerbstätig, bei fünf Prozent nur die Frau.